# Angelo Bellato
Angelo Bellato (Vittorio Veneto, 28 settembre 1900 – Alessandria, 30 giugno 1985) è stato un politico italiano.